# Правоохранительные органы Австралии
Правоохранительные органы Австралии — обособленная группа государственных органов, уполномоченных осуществлять деятельность по охране правопорядка и законности, а также защищать права и свободы человека. Полицейские, шерифы и судебные приставы действуют под контролем государства, либо органов управления штатом или территорией.

## Федеральный уровень

### Полиция
- Федеральная Полиция Австралии / Полиция АСТ — Australian Federal Police / ACT Policing (AFP)
- Управление по предотвращению преступности — Australian Crime Commission (ACC)

### Гражданские управления, службы и комиссии
- Управление по вопросам законности исполнения наказаний — Australian Commission for Law Enforcement Integrity (ACLEI)
- Управление по защите конкуренции и прав потребителей — Australian Competition and Consumer Commission (ACCC)
- Австралийская таможенная служба и служба погранконтроля — Australian Customs and Border Protection Service (ACBP)
- Управление по предотвращению преступлений в области высоких технологий
- Карантинная служба Австралии — Australian Quarantine and Inspection Service (AQIS)
- Австралийская Комиссия по ценным бумагам и инвестициям — Australian Securities and Investments Commission (ASIC)
- Налоговое управление Австралии — Australian Taxation Office (ATO)
- Органы Финансового регулирования Австралии — Australian Prudential Regulation Authority (APRA)
- Австралийская служба безопасности — Australian Security Intelligence Organisation (ASIO)
- Омбудсмен Австралии — Australian Commonwealth Ombudsman (CO)
- Австралийская служба по коммуникациям и СМИ — Australian Communications and Media Authority (ACMA)
- Служба регулирования рыболовства — Australian Fisheries Management Authority (AFMA)
- Служба урегулирования отношений на производстве (Австралийский Профсоюз) — Australian Industrial Relations Commission (Fair Work Australia)
- Служба безопасности на водном транспорте Австралии — Australian Maritime Safety Authority (AMSA)
- Служба гражданской авиации Австралии — Australian Civil Aviation Safety Authority (CASA)
- Австралийская национальная служба аудита — Australian National Audit Office (ANAO)
- Австралийская Аттестационная Комиссия — Australian Classification Board (ACB)
- Австралийская Энергетическая Комиссия — Australian Energy Market Commission (AEMC)

### Военные управления, службы и комиссии
- Следственная служба Вооруженных сил Австралии — Australian Defence Force Investigative Service (ADFIS)
- Австралийский Королевский Корпус Военной Полиции — Royal Australian Corps of Military Police (RACMP)
- Служба безопасности Вооруженных сил Австралии — Defence Security Authority (DSA)

## Уровень штата или территории
В соответствии с делением страны на штаты и территории, полиция подразделяется:
- ACT Policing — полиция Австралийской столичной территории (АСТ)
- Western Australia Police — полиция штата Западная Австралия
- Northern Territory Police — полиция Северной территории
- South Australia Police (SAPOL) — полиция штата Южная Австралия
- Queensland Police Service (QPS) — полиция штата Квинсленд
- New South Wales Police Force — полиция штата Новый Южный Уэльс
- Victoria Police — полиция штата Виктория
- Tasmania Police — полиция штата Тасмания